# عقاب السمك لبالاس

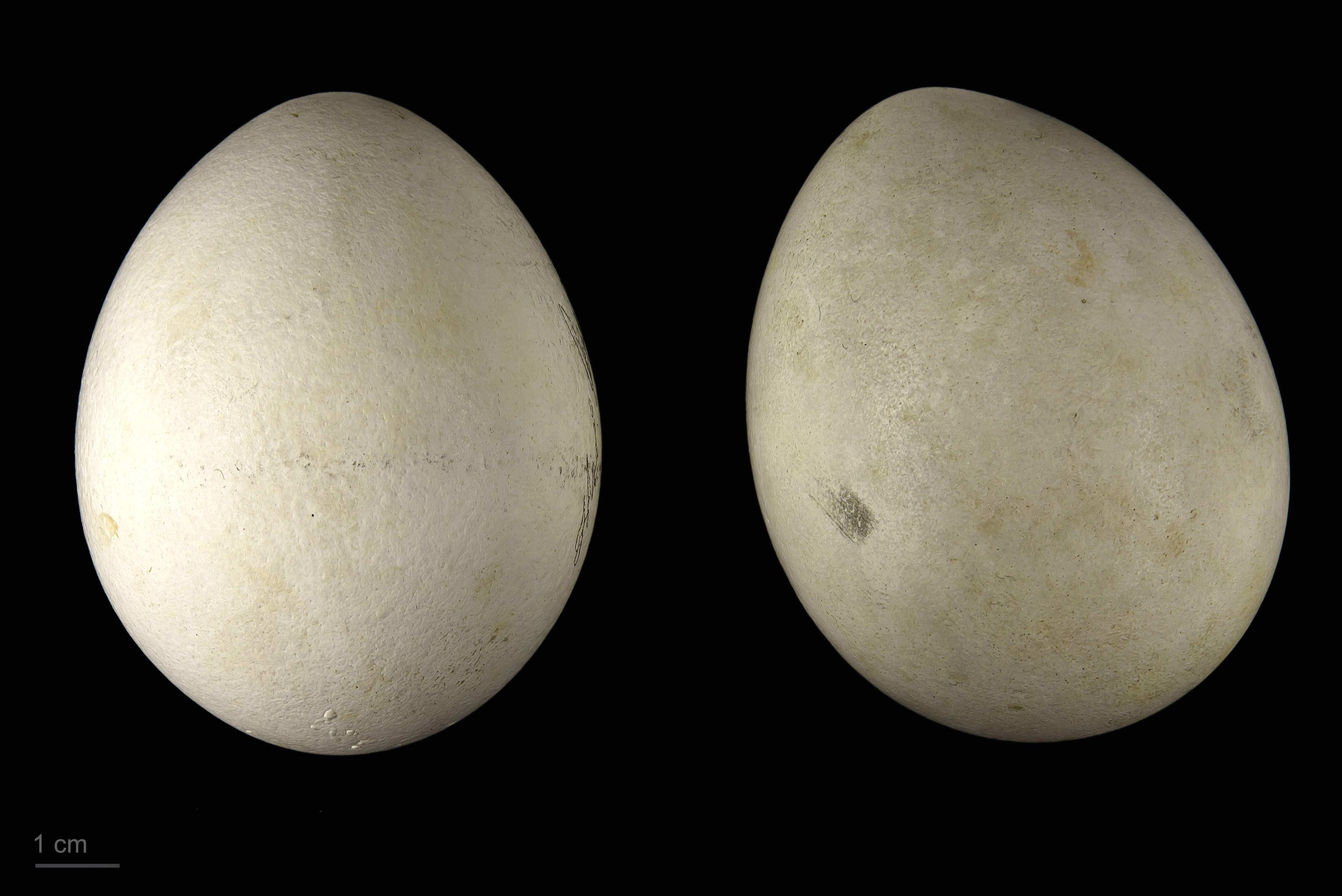
بيضا عقاب السمك لبالاس

عقاب السمك لِبالاس (الاسم العلمي: Haliaeetus leucoryphus) (بالإنجليزية: Pallas's Fish Eagle)، هو طائر جارح ينتمي إلى الفصيلة البازية.